# Brillouinzone

Eerste brillouinzone van een kubisch vlakgecentreerd (fcc) kristalstelsel

Een brillouinzone is een dusdanig deel van de reciproque ruimte van een kristal dat daarin iedere irreduceerbare voorstelling van de translatiesymmetrie van het rooster slechts eenmaal in vertegenwoordigd is. Men kan de brillouinzone beschouwen als het analogon van de Wigner-Seitz-cel in een reciproque rooster.
Voor de beschrijving van vele eigenschappen van een kristal is het handig gebruik te maken van het feit dat een kristal een steeds herhalende structuur bezit. Men duidt dat aan met het begrip translatiesymmetrie. Voor de vrije elektronen die door een kristalrooster bewegen, impliceert dit dat de kwantummechanische golflengte moet passen op het kristalrooster, hetgeen leidt tot een periodiciteit in de golfvector die verwant is aan de impuls. Volgens de groepentheorie kan men alle voorstellingen van die symmetrie herleiden tot eendimensionale irreduceerbare voorstellingen (irreps) met behulp van Blochfuncties van de vorm 
eik.r Hierin stelt k de golfvector voor. Omdat de plaatsvector r de dimensie [meter] bezit heeft de golfvector de dimensie [meter]−1. De verzameling van golfvectoren vormt een ruimte die men om deze reden de reciproque ruimte noemt; beschrijft men het golfgedrag in termen van de impuls dan spreekt men over de impulsruimte.
Iedere waarde van k binnen een brillouinzone komt overeen met een eigen irrep zolang het kristal buiten de translaties geen andere rotatiesymetrie bezit. Dit betekent dat golffuncties van verschillende waarden van de golfvector geen wisselwerking met elkaar vertonen. 'Gehele' vectoren G verbinden echter overeenkomstige punten met gelijke symmetrie in verschillende brillouinzones (k → k+G). Vanwege de gelijke symmetrie moeten hiervan wel wisselwerkingen in rekening genomen worden. De grootte van de vectoren G ligt vast door de grootte van de eenheidscel van het rooster.
De fysische interpretatie van de golfvector k is onder meer die van de impuls van het golfdeeltje dat de golffunctie met deze vector bezit. Een andere interpretatie is die van een ruimtelijke frequentie, dat wil zeggen het omgekeerde van de golflengte van het golfdeeltje.
De energie van fononen of elektronen hangt af van de golfvector. Dit verschijnsel noemt men dispersie.
Op de grens van de brillouinzone (G/2) in één dimensie is die golflengte de dubbele eenheidscel. Men zou zo'n golf dus kunnen weergeven met:
... + - + - + - + - + - + ...
In het centrum van de (eerste) brillouinzone is de golfvector k = 0. Alle eenheidscellen hebben daarom dezelfde fase:
... + + + + + + + + + +
Omdat er een wet van behoud van impuls bestaat is het alleen mogelijk overgangen te maken tussen toestanden met dezelfde waarde van k (een 'directe' overgang) of een overgang waarbij het verschil in k gecompenseerd wordt door gelijktijdige creatie van een golf met de juiste impuls.
Een dergelijke 'indirecte' overgang kan bijvoorbeeld een elektron in een hogere toestand met andere impuls brengen als er tegelijkertijd een fonon uitgezonden wordt. Dit soort overgangen zijn echter veel minder waarschijnlijk dan directe.
In de vastestoffysica kan de periodiciteit in de impulsen van elektronen in verschillende brillouinzones rechtstreeks aangetoond worden met de techniek van tweefoton positronannihilatie.